# Шкарбинка
Шкарби́нка — село Любашівської селищної громади Подільського району Одеської області України. Населення становить 61 осіб.

## Історія
Під час Голодомору 1932—1933 років померло щонайменше 2 жителі села.
Колишній орган місцевого самоврядування — Новокарбівська сільська рада.
12 червня 2020 року, відповідно до Розпорядження Кабінету Міністрів України від № 724-р «Про визначення адміністративних центрів та затвердження територій територіальних громад Одеської області», увійшло до складу Любашівської селищної громади.
19 липня 2020 року, в результаті адміністративно-територіальної реформи і ліквідації Любашівського району, село увійшло до складу новоутвореного Подільського району.

## Населення
Згідно з переписом УРСР 1989 року чисельність наявного населення села становила 96 осіб, з яких 43 чоловіки та 53 жінки.
За переписом населення України 2001 року в селі мешкала 61 особа.

### Мова
Розподіл населення за рідною мовою за даними перепису 2001 року:
| Мова       | Відсоток |
| ---------- | -------- |
| українська | 77,05 %  |
| румунська  | 21,31 %  |
| російська  | 1,64 %   |